# Liste der pakistanischen Hochkommissare in Indien

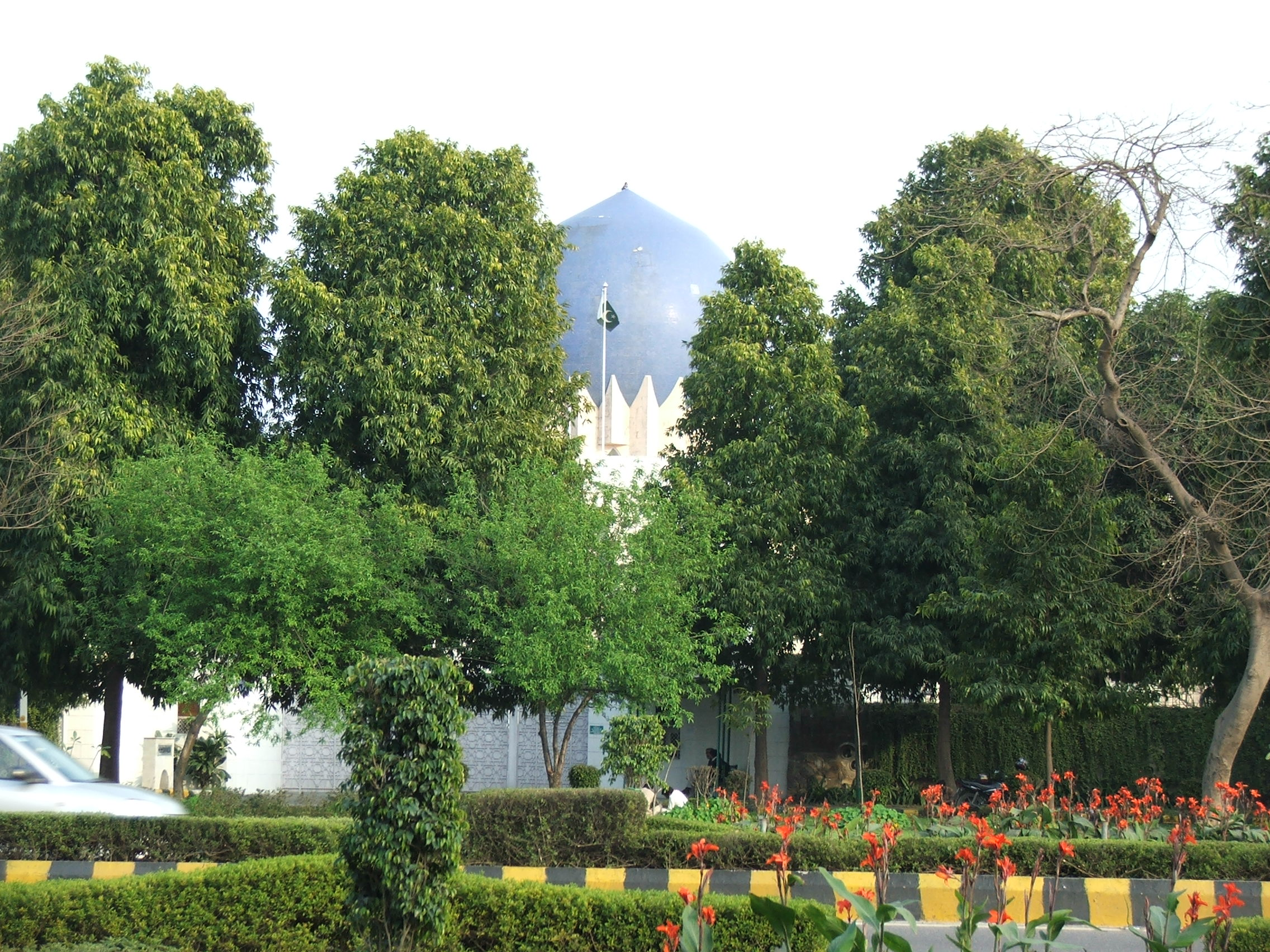
Die pakistanische High Commission in 2-50-G, Shanti Path, Chanakyapuri.

Von 1972 bis 1989, als Pakistan nicht dem Commonwealth of Nations angehörte, waren die Leiter der Auslandsvertretung in Neu-Delhi als Botschafter akkreditiert.
| Ernannt / Akkreditiert | Name                                 | Bemerkungen | ernannt von          | akkreditiert bei        | Posten verlassen |
| ---------------------- | ------------------------------------ | ----------- | -------------------- | ----------------------- | ---------------- |
| 15. Aug. 1947          | Zahid Hussain                        |             | Mohammed Ali Jinnah  | Jawaharlal Nehru        | 31. März 1948    |
| Okt. 1947              | Erster Indisch-Pakistanischer Krieg  |             | Mohammed Ali Jinnah  | Jawaharlal Nehru        | Jan. 1949        |
| 1. Apr. 1948           | Khawaja Shahabuddin                  |             | Khawaja Nazimuddin   | Jawaharlal Nehru        | 1. Mai 1948      |
| 2. Mai 1948            | M. Ismail                            |             | Khawaja Nazimuddin   | Jawaharlal Nehru        | 30. Sep. 1952    |
| Okt. 1952              | Shuaib Qureshi                       |             | Ghulam Mohammed      | Jawaharlal Nehru        | Apr. 1953        |
| Aug. 1953              | Raja Ghazanfar Ali Khan              |             | Ghulam Mohammed      | Jawaharlal Nehru        | Juni 1956        |
| Juni 1956              | Mian Ziaud Din                       |             | Iskander Mirza       | Jawaharlal Nehru        | Juli 1958        |
| Juli 1959              | Omar Hayat Malik                     |             | Mohammed Ayub Khan   | Jawaharlal Nehru        |                  |
| 1959                   | Allah Bukhsh Karim Bukhsh Brohi      |             | Mohammed Ayub Khan   | Jawaharlal Nehru        | 1961             |
| Sep. 1961              | Agha Hilaly                          |             | Mohammed Ayub Khan   | Jawaharlal Nehru        | 1963             |
| Okt. 1963              | Mian Arshad Hussain                  |             | Mohammed Ayub Khan   | Jawaharlal Nehru        | 1968             |
| Aug. 1965              | Zweiter Indisch-Pakistanischer Krieg |             | Mohammed Ayub Khan   | Lal Bahadur Shastri     | 23. Sep. 1965    |
| Juni 1968              | Sajjad Hyder                         |             | Mohammed Ayub Khan   | Indira Gandhi           | Dez. 1971        |
| 3. Dez. 1971           | Dritter Indisch-Pakistanischer Krieg |             | Zulfikar Ali Bhutto  | Indira Gandhi           | 16. Dez. 1971    |
| Juli 1976              | S. Fida Hassan Fida Hussain          |             | Fazal Ilahi Chaudhry | Dez. 1977               |                  |
| Juli 1978              | Abdul Sattar                         |             | Mohammed Zia ul-Haq  | Morarji Desai           | Juni 1982        |
| Juli 1982              | Riaz Piracha Riaz Paracha            |             | Mohammed Zia ul-Haq  | Indira Gandhi           | Okt. 1983        |
| Mai 1984               | Humayun Khan                         |             | Mohammed Zia ul-Haq  | Rajiv Gandhi            | Aug. 1988        |
| Sep. 1988              | Niaz Ahmed Naik                      |             | Ghulam Ishaq Khan    | Rajiv Gandhi            | 1989             |
| Okt. 1989              | Bashir Khan Babar                    |             | Ghulam Ishaq Khan    | Vishwanath Pratap Singh | Okt. 1990        |
| Nov. 1990              | Abdul Sattar                         |             | Ghulam Ishaq Khan    | Chandra Shekhar         | Juli 1992        |
| Okt. 1992              | Riaz Khokhar                         |             | Ghulam Ishaq Khan    | P. V. Narasimha Rao     | 1. März 1997     |
| 1. März 1997           | Ashraf Jehangir Qazi                 |             | Wasim Sajjad         | Inder Kumar Gujral      | Juli 2000        |
| Mai 1999               | Kargil-Krieg                         |             | Mohammed Rafiq Tarar | Atal Bihari Vajpayee    | Juni 1999        |
| 1. Juli 2003           | Aziz Ahmed Khan                      |             | Pervez Musharraf     | Atal Bihari Vajpayee    | 30. Nov. 2006    |
| 11. Dez. 2006          | Shahid Malik                         |             | Pervez Musharraf     | Manmohan Singh          | 13. Juni 2012    |
| 21. Juni 2012          | Salman Bashir                        |             | Asif Ali Zardari     | Manmohan Singh          |                  |